# Diobelon pellucidum
Diobelon pellucidum là một loài Rêu trong họ Dicranaceae. Loài này được (Hedw.) Hampe mô tả khoa học đầu tiên năm 1873.